# Wspólnota administracyjna Perlesreut
Wspólnota administracyjna Perlesreut – wspólnota administracyjna (niem. Verwaltungsgemeinschaft) w Niemczech, w kraju związkowym Bawaria, w rejencji Dolna Bawaria, w regionie Donau-Wald, w powiecie  Freyung-Grafenau. Siedziba wspólnoty znajduje się w miejscowości Perlesreut.
Wspólnota administracyjna zrzesza jedną gminę targową (Markt) oraz jedną gminę wiejską (Gemeinde): 
- Fürsteneck, 938 mieszkańców, 21,04 km²
- Perlesreut, gmina targowa, 2 903 mieszkańców, 29,71 km²